# Barger-Erfscheidenveen
Barger-Erfscheidenveen est un hameau situé dans la commune néerlandaise d'Emmen, dans la province de Drenthe. Le 1er janvier 2004, le hameau comptait 130 habitants.